# Баколь
Баколь (сомал. Bakool, араб. بكول‎) — провинция на юго-западе Сомали. Административный центр — Худдур.

## Описание
Граничит с Эфиопией (Огаден в регионе Сомали), сомалийскими регионами Хиран, Бай и Гедо.
Баколь, как Гедо и Бай, а также большая часть Средней Джуббы были частью старого Верхнего Региона, разделённого в середине 1980-х.
В марте 2014 года Вооружённые силы Сомали при поддержке эфиопского батальона и АМИСОМ отбили Худдур у вооружённой группы Аль-Шабаб. Наступательная операция была частью военных действий объединённых сил по ликвидации террористической группы Аль-Шабабиз..

## Районы
Регион Баколь делится на пять районов:
- Раб-Дуре
- Тайеглоу
- Уаджид
- Худдур
- Эльбарде

## Крупные города
- Эльбарде
- Йед
- Рабдхуре
- Уаджид
- Худдур
- Тайеглоу